# Edna Hughes
Edna Hughes (n. 1 august 1916, Walsall, Anglia, Regatul Unit al Marii Britanii și Irlandei – d. 17 noiembrie 1990, Borth⁠(d), Ceredigion, Țara Galilor, Regatul Unit) a fost o înotătoare ce a reprezentat Regatul Unit al Marii Britanii și al Irlandei de Nord, medaliată olimpică. A participat la 2 ediții ale Jocurilor Olimpice (1932, 1936) în care a câștigat două medalii de bronz.